# Terror

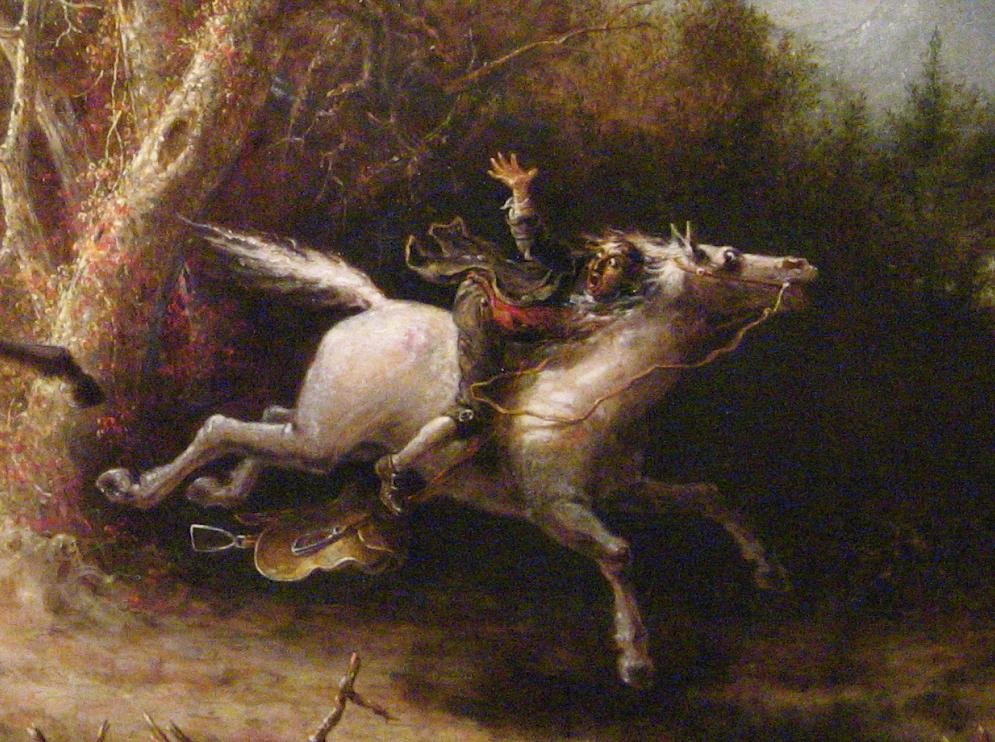
Detalle del Jinete sin cabeza persiguiendo a Ichabod Crane, de John Quidor

Terror (del latín terrōr, genitivo terrōris) es el sentimiento de miedo o fobia en su expresión máxima. Si el miedo se define como esquema de supervivencia, se puede asumir que el terror sobreviene cuando el miedo ha superado los controles del cerebro y ya no puede pensarse racionalmente.
En casos graves puede llegar a inducir una parálisis completa del cuerpo, sudoración fría, entre otros...
Se llama también terror a los géneros literario, cinematográfico o historietístico que tienen como objetivo provocar sensación de miedo extremo en el lector o el espectador.